# Brote de viruela símica de 2024
El brote de viruela símica de 2024 es un brote de la enfermedad causada por el virus de la viruela símica a nivel internacional que se inició en la República Democrática del Congo el 26 de septiembre de 2023.
La Organización Mundial de la Salud informó la ocurrencia de un nuevo brote de esta enfermedad(también llamada, en inglés, mpox) durante 2024  La misma ocurre de una forma separada y es más letal que del virus de la viruela del mono (MPXV), que predominó en el brote de viruela símica de 2022-2023.
Hasta el momento se ha informado que trece países han confirmado casos en adultos y niños. Ha habido poca disponibilidad de vacunas contra la viruela símica en África. A fines de agosto de 2024 la OMS estimaba que el brote de viruela símica podría desaparecer en seis meses.

## Virus y enfermedad
La viruela símica es una infección viral que se manifiesta una o dos semanas después de la exposición con fiebre y otros síntomas no específicos, y luego produce una erupción con lesiones que suelen durar de dos a cuatro semanas antes de secarse, formar costras y caerse. Si bien la viruela símica puede causar una gran cantidad de lesiones, en el brote actual algunos pacientes experimentan solo una única lesión en la boca o en los genitales, lo que hace que sea más difícil diferenciarla de otras infecciones. En las infecciones anteriores al brote actual, entre el uno y el tres por ciento de las personas con infecciones conocidas han muerto (sin tratamiento). En el brote de 2023-2024 la tasa de mortalidad fue inferior al 0.2 %. Los casos en niños y personas inmunosuprimidas tienen mayor probabilidad de ser graves.
La viruela símica se propaga a través del contacto personal cercano, a menudo de piel con piel. La enfermedad se puede propagar a través del contacto directo con erupciones o fluidos corporales de una persona infectada, al tocar objetos y telas que hayan sido utilizados por alguien con viruela símica o a través de secreciones respiratorias. Dada la inesperada y amplia propagación geográfica de la enfermedad, es probable que el número real de casos esté subestimado. Si bien cualquier persona puede contraer viruela símica, hasta la fecha la mayoría de los casos confirmados fuera de África ocurrieron en hombres que tienen sexo con hombres, que tuvieron contacto sexual reciente con parejas nuevas o múltiples. Los Centros para el Control y la Prevención de Enfermedades han enfatizado la importancia de reducir el estigma en la comunicación sobre los aspectos demográficos de viruela símica, específicamente con respecto a los hombres homosexuales y bisexuales, mencionando que cualquier persona independientemente de su orientación sexual puede contraer la enfermedad.

## Historia

### Antecedentes
El 21 de mayo de 2022, la Organización Mundial de la Salud (OMS) hizo un anuncio de emergencia sobre la existencia de un brote en varios países de viruela símica, una enfermedad viral entonces conocida comúnmente como «viruela del mono». El grupo inicial de casos se encontró en el Reino Unido, donde el primer caso se detectó en Londres el 6 de mayo de 2022 en un paciente con antecedentes recientes de viaje desde Nigeria, donde la enfermedad ha sido endémica. El 16 de mayo, la Agencia de Seguridad Sanitaria del Reino Unido (UKHSA) confirmó cuatro nuevos casos sin vínculo con viajes a un país donde la viruela símica es endémica.Posteriormente se han notificado casos en muchos países y regiones. Este brote marcó la primera vez que la viruela símica se propagó ampliamente fuera de África central y occidental. La enfermedad había estado circulando y evolucionando en los humanos durante varios años antes del brote y fue causada por la variante IIb del virus.
El 11 de mayo de 2023, la Organización Mundial de la Salud declaró el fin de la emergencia de salud pública de importancia internacional, citando el progreso constante en el control de la propagación de la enfermedad. Se siguieron produciendo niveles relativamente bajos de casos y hasta el 28 de julio de 2024, se habían confirmado un total de 99388 casos y 208 muertes en 116 países.

### Brotes iniciales
Un hombre residente en Bélgica llegó el 15 de marzo de 2023 a Kinsasa en República Democrática del Congo y comenzó con picazón en su área anal-genital. Al día siguiente viajó hacia la ciudad de Kenge. En las jornadas posteriores tuvo nuevos síntomas por lo que acudió al médico los días 23 y 24, realizándose una prueba con resultado positivo al virus. El 10 de abril se informo el caso al Ministerio de Salud del país y la secuenciación del genoma identificó que se trataba del clado I. La investigación epidemiológica encontró más casos en los meses posteriores y mostró probable su origen fuera del país africano, aunque es en este continente donde en el pasado se han presentado la mayoría de los brotes del clado I.
En septiembre de 2023, se identificó un subgrupo del clado I de viruela símica en Kamituga, una ciudad minera en Kivu del Sur. En enero de 2023 comenzó un resurgimiento de viruela símica en la República Democrática del Congo, propagándose a otros países.

### Emergencias sanitarias
En agosto de 2024, los Centros Africanos para el Control y la Prevención de Enfermedades (AFR-CDC) declararon que la propagación de brotes de viruela símica en África se había convertido en una emergencia de salud pública y reportaron más de quinientas muertes. La organización solicitó la ayuda e intervención de la comunidad internacional para controlar la propagación del virus y tratar a los infectados.
El día 14 de ese mismo mes, Tedros Adhanom, director de la OMS declaró una emergencia de salud pública de importancia internacional durante una rueda de prensa luego de una reunión con el comité de emergencia: «Hoy, el comité de emergencia me confirmó y avisó que, en su opinión, la situación constituye una emergencia pública de preocupación internacional. He aceptado ese consejo». Se informó que trece países tenían casos confirmados de viruela símica, y más del 96 % de todos los casos y muertes notificados por la enfermedad en la República Democrática del Congo. Con un total de 17 000 casos sospechosos y 15 600 confirmados a nivel mundial, así como 537 muertes notificadas.

## Estadística

### Casos
| Lugar y fecha                   | Lugar y fecha                                    | Conteo           | Conteo           | Conteo     | Conteo     | Fecha                | Ref                  |
| País                            | Primera detección                                | Casos acumulados | Casos acumulados | Fallecidos | Fallecidos | Fecha                | Ref                  |
| País                            | Primera detección                                | Sospechosos      | Confirmados      | #          | %          | Fecha                | Ref                  |
| País                            | Primera detección                                | 17 000           | 15 600           | 537        | 3.4 %      | Fecha                | Ref                  |
| ------------------------------- | ------------------------------------------------ | ---------------- | ---------------- | ---------- | ---------- | -------------------- | -------------------- |
| República Democrática del Congo | Kamituga, Kivu del Sur, 26 de septiembre de 2023 | 13 791           | 14 091           | 511        | 3.6 %      | 7 de agosto de 2024  | [ 37 ] [ 38 ]        |
| Centroáfrica                    | Bangui, 2024                                     | 185              | 213              | 1          | 0.5 %      | 11 de agosto de 2024 | [ 37 ] [ 38 ]        |
| República del Congo             | 2024                                             | 127              | 146              | 1          | 0.7 %      | 30 de julio de 2024  | [ 37 ]               |
| Burundi                         | julio de 2024                                    | 3                | 61               | 0          | 0%         | 7 de agosto de 2024  | [ 37 ] [ 38 ]        |
| Camerún                         | 2024                                             | 30               | 35               | 2          | 5.7 %      | 30 de julio de 2024  | [ 37 ]               |
| Nigeria                         | Territorio de la Capital Federal, 2024           | ?                | 24               | ?          | 0%         | 30 de julio de 2024  | [ 37 ]               |
| Sudáfrica                       | mayo de 2024                                     | ?                | 24               | 3          | 12.5 %     | 30 de julio de 2024  | [ 39 ]               |
| Costa de Marfil                 | 2024                                             | 0                | 7                | 0          | 0 %        | 7 de agosto de 2024  | [ 38 ]               |
| Liberia                         | 2024                                             | ?                | 5                | 0          | 0 %        | 30 de julio de 2024  | [ 37 ]               |
| Ghana                           | 2024                                             | ?                | 4                | 0          | 0 %        | 30 de julio de 2024  | [ 37 ]               |
| Ruanda                          | P. Kigali, julio de 2024                         | 0                | 4                | 0          | 0 %        | 27 de julio de 2024  | [ 38 ]               |
| Pakistán                        | Jaiber Pastunjuá, agosto de 2024                 | 2                | 3                | 0          | 0 %        | 16 de agosto de 2024 | [ 40 ] [ 41 ] [ 42 ] |
| Uganda                          | 2024                                             | 0                | 2                | 0          | 0 %        | 11 de agosto de 2024 | [ 38 ]               |
| Kenia                           | Taita-Taveta, 29 de julio de 2024                | 12               | 1                | 0          | 0 %        | 11 de agosto de 2024 | [ 38 ]               |
| Suecia                          | Estocolmo, agosto de 2024                        | 0                | 1                | 0          | 0 %        | 15 de agosto de 2024 | [ 39 ] [ 43 ]        |
| Taiwán                          | Tainan, 18 de agosto de 2024                     | 0                | 3                | 0          | 0 %        | 18 de agosto de 2024 | [ 44 ]               |
| Filipinas                       | 19 de agosto de 2024                             | 0                | 1                | 0          | 0 %        | 19 de agosto de 2024 | [ 45 ]               |
| Indonesia                       | Yakarta 20 de agosto de 2024                     | ?                | 1                | 0          | 0 %        |                      | [ 46 ]               |
| Tailandia                       | 22 de agosto de 2024                             | 0                | 1                | 0          | 0%         |                      | [ 47 ]               |
| Gabón                           | 24 de agosto de 2024                             | 0                | 1                | 0          | 0%         |                      | [ 48 ]               |

### Transmisión por países

#### África
- República Democrática del Congo:  Hasta agosto de 2024, se habían notificado 14.091 casos de viruela símica en la República Democrática del Congo, con 511 muertes.

- República Centroafricana: El 30 de julio de 2024 se declaró un brote de viruela símica en Bangui después de haber sido restringido a zonas rurales.[49]

- Unión Africana: Trece países han informado casos de viruela símica, incluidas las naciones de África Oriental de Burundi, Kenia, Ruanda y Uganda por primera vez.[7]

#### Europa
- Suecia: Un día después de la declaración de emergencia el 15 de agosto, Suecia fue el primer país en detectar un caso fuera de África. La detección ocurrió en la zona de Estocolmo, se trata de una persona que estuvo en una área afectada de África.[43]

#### Asia
- Pakistán: El portavoz del Ministerio de Salud, Sajid Shah, informó que se confirmó un caso positivo de viruela símica correspondiente a un ciudadano que había regresado recientemente de un viaje desde Arabia Saudita,[50] sin indicar la variante a la que pertenece. Además existen otros dos pacientes sospechosos a viruela símica originarios de la misma provincia de Jaiber Pastunjuá.[41] El 17 de agosto dos casos más fueron confirmados, provenientes de trabajadores que estuvieron en los Emiratos Árabes Unidos.[42]
- Taiwán: La Oficina de Salud Pública del Gobierno de la Ciudad de Tainan informó el domingo (18 de agosto) que la ciudad ha confirmado tres casos de viruela símica y agregó que todos los casos involucraron a personas que tuvieron contacto cercano con personas no especificadas.[44]
- Filipinas: Anunció el lunes 19 de agosto que detectó un nuevo caso de viruela símica, el primero en el país en 2024 y su décimo caso en total.[45]
- Tailandia: El Departamento de Control de Enfermedades de Tailandia confirmó este jueves el primer caso de la nueva variante clado Ib de viruela del mono, un paciente europeo que llegó al país del sudeste asiático el pasado 14 de agosto desde África.[47]

#### América
- Argentina: En agosto del 2024 se reportaton 8 casos de viruela símica.[51] En octubre de 2024 se habían acumulado 70 casos de viruela símica durante el año; compárese contra 124 casos en 2023.[52]

## Prevención y mitigación
Hasta junio de 2024, las vacunas para la viruela símica no habían sido aprobadas por ningún gobierno africano y la eficacia de las vacunas no había sido certificada por el Grupo Asesor Estratégico de Expertos. El director del Programa de Emergencias Sanitarias de la OMS, Michael J. Ryan, señaló en una entrevista con NPR que la R.D. del Congo se enfrentaba simultáneamente a varias otras enfermedades endémicas, entre ellas sarampión y cólera. Hasta ese momento, sólo dos laboratorios en la República Democrática del Congo podían realizar pruebas de reacción en cadena de la polimerasa para viruela símica.
También en junio de 2024, Reuters informó que las autoridades de la R.D. del Congo habían aprobado las vacunas Jynneos, fabricada por Bavarian Nordic, y LC16, fabricada por KM Biologics, para uso de emergencia. Jynneos fue aprobada posteriormente en Nigeria, también para uso únicamente de emergencia.
En agosto, la directora ejecutiva de GAVI, Sania Nishtar dijo que la organización ya había asignado quinientos millones de dólares como parte de su fondo de «respuesta primaria», que originalmente se había creado durante la pandemia de COVID-19, principalmente a través de donaciones de gobiernos y financiadores de salud globales, pero que luego se mantuvo para responder a nuevas emergencias de salud. Sin embargo, Nishtar dijo que GAVI y UNICEF aún tenían que esperar las solicitudes oficiales de los países afectados por el brote, así como la aprobación definitiva de las vacunas contra la viruela símica por parte de la OMS para poder comenzar a fabricar las dosis y distribuirlas a las naciones afectadas.En respuesta, la OMS anunció el lanzamiento de un proceso que permitiría el acceso a vacunas para uso de emergencia en países cuya aprobación nacional aún estaba pendiente.
El 14 de agosto, el Departamento de Salud y Servicios Humanos de Estados Unidos (HHS) anunció que Estados Unidos donaría cincuenta mil dosis de la vacuna Jynneos a la R.D. del Congo. El HHS también anunció que Estados Unidos había proporcionado previamente diecisiete millones de dólares para «apoyar los esfuerzos de preparación y respuesta al virus de la viruela símica en África central y oriental».
El 16 de agosto, Bavarian Nordic anunció en un comunicado de prensa que había presentado documentos a la Agencia Europea de Medicamentos para apoyar la extensión de la aprobación de Jynneos/Imvanex para incluir a adolescentes de doce a diecisiete años; la compañía citó como evidencia los primeros resultados de un ensayo—patrocinado por los Institutos Nacionales de Alergia y Enfermedades Infecciosas (NIAID) del NIH—en 315 adolescentes incluidos en el rango de edad mencionado anteriormente y 211 adultos de dieciocho a cincuenta años, que mostró que tanto las respuestas inmunes como el perfil de seguridad fueron similares entre los dos grupos de edad después de la vacunación con dos dosis estándares.En la misma declaración, Bavarian Nordic también dijo que un estudio de la vacuna en niños de dos a doce años se llevará a cabo en la República Democrática del Congo y Uganda a finales de 2024.
El 16 de agosto, la Administración General de Aduanas de China informó en un comunicado que: «las autoridades nacionales implementarían medidas de control para las personas y los bienes que ingresaran al país desde áreas afectadas por el brote durante los siguientes seis meses».
El 19 de agosto, el gobierno de República del Congo lanzó un plan de respuesta de cuarenta y nueve millones de dólares para la sensibilización, el despliegue de equipos y la atención de los pacientes, a la espera de dosis adicionales de vacunas. El mismo día, autoridades de la R.D. del Congo anticiparon la recepción de las primeras dosis de vacunas, la semana siguiente.